# Autoserica guinesis
Autoserica guinesis är en skalbaggsart som beskrevs av Brenske 1901. Autoserica guinesis ingår i släktet Autoserica och familjen Melolonthidae. Inga underarter finns listade.